# Синдром конского хвоста
Синдром конского хвоста (лат. Cauda equina complex) — комплекс симптомов, проявляющиеся при повреждении конского хвоста — массивного пучка из спинномозговых нервов, отходящих от конечного отдела спинного мозга (так называемый конус — у взрослого человека анатомически на уровне первого поясничного позвонка) и иннервирующих таз и нижние конечности. Проявляется в потере чувствительности и параличе нижних конечностей, а также нарушении функций мочеполовой системы и кишечника.
Синдром конского хвоста состоит из комплекса жалоб и симптомов:
- Сильная боль в спине, распространяющаяся в нижние конечности с одной или обеих сторон;
- Нарушение чувствительности в промежности и внутренней поверхности бедер (по типу «брюк наездника»), проявляющееся в онемении или покалывающих ощущениях;
- Нарушение функций мочеиспускания и дефекации, вызванные снижением тонуса мочевых и анального сфинктеров. С одной стороны, наблюдается недержание мочи, с другой — неполное опустошение мочевого пузыря (атоничный мочевой пузырь), а также недержание кала;
- Слабость мышц нижней части ног (парапарез или параплегия);
- Отсутствие коленного и/или ахиллова (голеностопный) рефлексов; снижение или отсутствие тонуса наружного сфинктера ануса при пальцевом исследовании;
- Импотенция, возникшая одновременно с перечисленными выше симптомами.[2]

Причинами синдрома конского хвоста является как правило, сдавление нервных пучков, вызванное массами сместившихся межпозвоночных дисков (при выраженной межпозвонковой грыже) — в этом случае симптомы появляются внезапно; второй по частоте причиной являются метастазы какой-либо злокачественной опухоли в нижние отделы позвоночника — здесь жалобы развиваются постепенно. Более редкой причиной синдрома может быть повреждение конского хвоста во время нейрохирургических вмешательств.
Сильная боль в спине, сопровождающаяся внезапным нарушением функций мочеиспускания и дефекации, слабостью в ногах, а также нарушением чувствительности по типу «брюк наездника», является симптомом, требующим неотложного нейрохирургического лечения.